# Graham Nash/David Crosby
| Recensione              | Giudizio |
| ----------------------- | -------- |
| AllMusic                |          |
| Dizionario del Pop-Rock |          |
| 24.000 dischi           |          |

Graham Nash/David Crosby è il primo album, uscito nell'aprile del 1972 per la Atlantic, pubblicato dal duo composto appunto da Graham Nash e David Crosby, che ha inciso e suonato dal vivo anche in trio con Stephen Stills e in quartetto con Neil Young.

## Tracce

### LP
Lato A (ST-A-722465RI)
1. Southbound Train – 3:54 (Graham Nash)
2. Whole Cloth – 4:35 (David Crosby)
3. Blacknotes – 0:58 (Graham Nash)
4. Stranger's Room – 2:28 (Graham Nash)
5. Where Will I Be? – 3:22 (David Crosby)
6. Page 43 – 2:56 (David Crosby)

Lato B (ST-A-722466RI)
1. Frozen Smiles – 2:17 (Graham Nash)
2. Games – 4:02 (David Crosby)
3. Girl to Be on My Mind – 3:27 (Graham Nash)
4. The Wall Song – 4:37 (David Crosby)
5. Immigration Man – 3:02 (Graham Nash)

## Musicisti
- David Crosby – chitarra elettrica (brani: A2, A6, B1, B2, B3, B4 e B5)
- David Crosby – chitarra acustica (brani: A1, A5 e B2)
- David Crosby – voce solista (brani: A2, A5, A6, B2 e B4), cori
- Graham Nash – piano (brani: A2, A3, A4, B1, B4 e B5)
- Graham Nash – organo (brani: B3 e B4)
- Graham Nash – chitarra acustica (brano: A1)
- Graham Nash – armonica (brani: A1, A4 e B1)
- Graham Nash – voce solista (brani: A1, A3, A4, B1, B3 e B5), cori
- Danny Kootch – chitarra solista (brani: A2, A4, A6, B1, B2 e B3)
- David Mason – chitarra solista (brano: B5)
- Jerry Garcia – chitarra solista (brano: B4)
- Jerry Garcia – chitarra steel (brano: A1)
- Craig Doerge – piano (brani: A6, B2 e B3), pianoforte elettrico (brani: A2, A5 e B1), organo (brano: A4)
- Chris Ethridge – basso (brano: A1)
- Leland Sklar – basso (brani: A2, A4, A5, A6, B1, B2 e B3)
- Phil Lesh – basso (brano: B4)
- Greg Reeves – basso (brano: B5)
- John Barbata – batteria (brani: A1 e B5)
- Russell Kunkel – batteria (brani: A2, A4, A6, B1, B2 e B3)
- Bill Kreutzmann – batteria (brano: B4)
- Dana Africa – flauto (brano: A5)
- David Duke – corno francese (brano: A4)
- Arthur Maebe – corno francese (brano: A4)
- George Price – corno francese (brano: A4)

Note aggiuntive
- David Crosby, Graham Nash e Bill Halverson – produttori
- Registrazioni effettuate al "Wally Heider III" di Los Angeles, California
- Bill Halverson e Doc Storch – ingegneri delle registrazioni
- Mastering effettuato al "C" di San Francisco, California dalla "Artisan Sound"
- David Geffen e Elliot Roberts – direzione
- Tom Wilkes (per la "Camouflage Productions") – design copertina album
- Robert Hammer – foto copertina frontale album
- Joel Bernstein – foto retrocopertina e interno copertina album [6]

## Classifica
Album
| Anno | Classifica            | Posizione raggiunta |
| ---- | --------------------- | ------------------- |
| 1972 | Billboard 200         | 4                   |
| 1972 | Official Albums Chart | 13                  |

Singoli
| Anno | Titolo del brano | Classifica        | Posizione raggiunta |
| ---- | ---------------- | ----------------- | ------------------- |
| 1972 | Immigration Man  | Billboard Hot 100 | 36                  |
| 1972 | Southbound Train | Billboard Hot 100 | 99                  |